# Chabanur, Basavana Bagevadi
Chabanur là một làng thuộc tehsil Basavana Bagevadi, huyện Bijapur, bang Karnataka, Ấn Độ.